# Evandro Oliveira
Evandro Gonçalves Oliveira Júnior, född 17 juli 1990 i Rio de Janeiro, är en brasiliansk beachvolleyspelare.
Oliveira spelade tillsammans med Joalison Laurindo vid U21-VM 2010 där de kom på 25:e plats. Han spelade tillsammans med Harley Marques på FIVB Beach Volleyball World Tour 2012. Han spelade med Vitor Felipe på FIVB Beach Volleyball World Tour 2013, där de nådde flera kvartsfinaler i grand slam-turneringar och vid VM samma år nådde de även där kvartsfinal. Oliviera fortsatta att spela med Felipe under FIVB Beach Volleyball World Tour 2014, men gick 2015 över till att spela med Pedro Solberg. De gick till final i den första grand slam-turneringen de spelade på touren. Vid VM gick de till semifinal och vann brons.
Under touren 2016 vann de flera grand slam-turneringar. Det gick sämre vid OS, där de åkte ur i åttondelsfinalen. Senare gick de till finalen i tourfinalen. Under 2017 spelade Oliveira med André Loyola Stein. Det gick sämre på touren, med en andraplats som bäst. Desto bättre gick det vid VM som de vann. De gick även till final i tourfinalen. Efter att under 2018 till en början spelat på touren med Stein spelade Oliviera från juni och framåt åter med gamla bekantskapen Vitor Felipe fram till augusti då de avslutade säsongen.
Under 2019 började Oliveira spela med Bruno Oscar Schmidt. På touren kom de som bäst tvåa och vid VM gick de till sextondelsfinal. Under 2020 deltog de bara i en tävling på touren, där kom de fyra. På touren 2021 nådde de som bäst kvartsfinal medan de åkte ut i åttondelsfinalen vid OS. Under slutet av 2021 och början av touren 2022 spelade Oliveira med Álvaro Filho, som bäst gick de till kvartsfinal i en Challenger-turnering. Under sista delen av 2022 spelade han med Vinicius Rezende. Sedan 2023 spelar Oliveira med Arthur Lanci. På touren 2023 vann de en Challengeturnering. Vid VM gick de till åttondelsfinal. Under touren 2024 har de vunnit en Elite16-turnering. Oliveira deltar vid OS 2024 tillsammans med Lanci.